# Andreas Trunschke
Andreas Trunschke (* 7. August 1959 in Lieberose) ist ein deutscher Politiker (PDS, Die Linke). Er war von 1994 bis 2004 und erneut von 2008 bis 2009 Mitglied im Landtag Brandenburg.

## Leben und Beruf
Andreas Trunschke wurde als Sohn von Hellmut Trunschke und Maria Trunschke geboren. Von 1979 bis 1983 studierte er Pädagogik, Fachrichtung Mathematik/Physik an der Pädagogischen Hochschule Potsdam. Daran anschließend war er bis 1988 Forschungsstudent und arbeitete dann bis 1990 als Mitarbeiter des Rektorats der Pädagogischen Hochschule. 
Nach der deutschen Wiedervereinigung, von 1990 bis 1994 war er wissenschaftlicher Mitarbeiter der PDS-Fraktion im Landtag Brandenburg. Während dieser Zeit promovierte er 1992 an der Universität Leipzig.
Trunschke ist verheiratet und hat zwei Kinder.

## Politik
Trunschke war Mitglied der SED. 
Mitglied des Landtages war er von Oktober 1994 bis Oktober 2004, dabei konnte er jeweils über die Landesliste seiner Partei in den Landtag einziehen. Bei der Landtagswahl 2004 trat er als Bewerber um das Direktmandat im Wahlkreis Cottbus II an, unterlag jedoch Frank Szymanski (SPD) und schied aus dem Landtag aus. Er rückte am 30. Mai 2008 für Otto Theel nach, als dieser sein Mandat niederlegte und war erneut bis zum 21. Oktober 2009 Mitglied des Landtages. Er war zuletzt Mitglied des Ausschusses für Wissenschaft, Forschung und Kultur.

## Veröffentlichungen
- Andreas Trunschke: Franz Neumann (1798–1895) und die Königsberger Schule der theoretischen Physik. Dissertation, Universität Leipzig, 1991